# Albert Hernhuter
Albert Hernhuter (Los Angeles, 1934. március 24. –) amerikai tudományos-fantasztikus szerző.

## Élete
1953 és 1966 közt az Amerikai Légierő kötelékében mint navigátor és mint meteorológus tevékenykedett. 1966 és 1973 közt a Miame-Dade Junior College tanára volt. 1974-től 1993-ig a Silver Springben található National Weather Service meteorológusa volt. 1961-ben a Florida State University, 1971-ben a Florida Atlantic University hallgatója volt. 1961-ben vette feleségül Katherine Ann Bemant, házasságukból három gyermekük született (Karen, Donald és Amy). Egy unákája van, Rebecca Hernhuter. Tagja a Mensa-szövetségnek.
Irodalmi pályafutását 1952-ben, kezdte, s az 1980-as évek elejéig publikált. Magyarul egyetlen novellája jelent meg a Galaktika 13. számában, 1975-ben, Texasi Hét címmel.
Írói álnevei Bert Ahearne, Albert Hernhunter és Al Hernhuter voltak.

## Válogatott munkái
- The Smiler (1952)
- World of Ice (1953)
- Red Chrome (1953)
- The Good Pilot (1953)
- Texas Week (1954)
- The Plague (1954)
- Last One (1955)
- Of Mice and Monsters (1981)